# 9221 Wuliangyong
A 9221 Wuliangyong (ideiglenes jelöléssel (9221) 1995 XP2) a Naprendszer kisbolygóövében található aszteroida. Beijing Schmidt CCD Asteroid Program keretében fedezték fel 1995. december 2-án.